# Sušárna
Der Sušárna (deutsch: Kühbühl, 661 m) ist ein stark bewaldeter Berg östlich der Selb-Wunsiedler Hochfläche im tschechischen Naturpark Smrčiny (deutsch: Fichtelgebirge), 270 Meter von der Staatsgrenze Deutschland – Tschechien entfernt. Er liegt 700 Meter südwestlich von Nový Žďár (deutsch: Neuenbrand), Kreis Cheb (Eger). Westlich gegenüber auf deutschem Staatsgebiet befindet sich die Ortschaft Mühlbach.

## Geographie
Der Berg ist dem tschechischen Anteil am Fichtelgebirge zuzuordnen, genauer dem Hazlovská pahorkatina (deutsch: Haslauer Hügelland), einer Untereinheit der Haupteinheit Smrčiny (I3A-1).

## Karte
Digitale Ortskarte 1:10.000 Bayern (Nord) des Landesamtes für Vermessung und Geoinformationen Bayern